# William Tharp

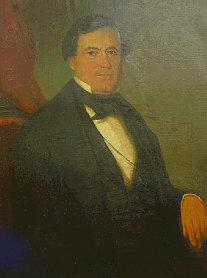

William Tharp (27 de novembro 1803 - 9 de janeiro de 1865) foi um político norte-americano que foi governador do estado do Delaware, no período de 1847 a 1851, pelo Partido Democrata.